# Kreenholm
Kreenholm was een textielfabriek gelegen in Narva, Estland. Het was een van de grootste textielproducenten in Europa en een belangrijke werkgever in de regio. De fabriek werd opgericht in 1857 door Ludwig Knoop en speelde een cruciale rol in de industrialisatie van de regio.

## Geschiedenis

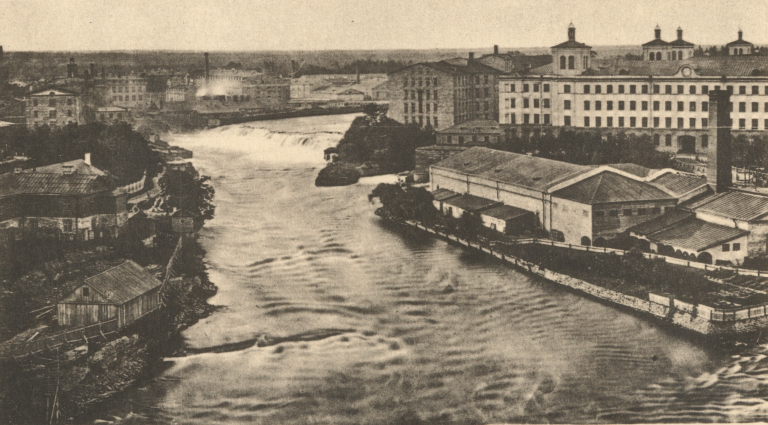
Het Kreenholm-fabrieksterrein (1886)

Kreenholm werd opgericht in 1857 door Ludwig Knoop, een Duitse industrieel. De fabriek werd gevestigd in Narva, dat destijds deel uitmaakte van het Russische Rijk. Knoop zag het potentieel van de locatie vanwege de nabijheid van de rivier de Narva en de beschikbaarheid van goedkope arbeidskrachten.
In de beginjaren specialiseerde de fabriek zich in de productie van katoenen textiel. Het groeide al snel uit tot een van de grootste textielproducenten in Europa. De fabriek breidde voortdurend uit en introduceerde nieuwe technologieën en machines om de efficiëntie te verbeteren. Tegen het einde van de 19e eeuw werkten er duizenden mensen in de fabriek.
Tijdens de Sovjetperiode werd Kreenholm genationaliseerd en maakte het deel uit van de textielindustrie van de Sovjet-Unie. Het bleef een belangrijke werkgever in de regio en produceerde diverse soorten textiel, waaronder kleding, gordijnen en huishoudtextiel.
Na de ineenstorting van de Sovjet-Unie in 1991 kwam de fabriek in moeilijkheden. De concurrentie van goedkope textielimporten uit andere landen en de noodzaak van modernisering zorgden voor uitdagingen. In 2010 werd de Kreenholm fabriek gesloten en werden de activa verkocht. 
Tegenwoordig is de Kreenholm-site een belangrijk historisch en cultureel erfgoed. Het omvat een aantal industriële gebouwen die deel uitmaken van het beschermde industriële erfgoed van Estland. Het gebied wordt ook gebruikt voor verschillende culturele evenementen en tentoonstellingen.